# Hólmio
O hólmio (de "Holmia", Estocolmo cidade natal do descobridor do elemento) é um elemento químico de símbolo Ho e de número atômico 67 (67 prótons e 67 elétrons) que apresenta massa atómica 164,9 u.
É um elemento da série metal de transição interna do grupo dos lantanídios, relativamente macio e maleável, sólido, de aspecto branco prateado, resistente à corrosão no ar seco, em condições ambientais de temperatura. É uma terra rara encontrada nos minerais monazita e gadolinita.
É usado como gerador de campos magnéticos, em reatores nucleares e na produção de lasers.
Foi descoberto pelos químicos suíços Marc Delafontaine e Jacques-Louis Soret em 1878, quando observaram uma banda de absorção no espectro de um elemento até então desconhecido.

## Características principais
O hólmio é um elemento metálico, trivalente, terra rara, que possui o mais elevado momento magnético (10.6µB) de todos os elementos naturais, e possui outras propriedades magnéticas incomuns. Quando combinado com ítrio forma compostos altamente magnéticos.
O hólmio é um metal macio, maleável, razoavelmente resistente à corrosão e estável no ar seco nas condições normais de pressão e temperatura. Entretanto, no ar úmido e temperaturas mais elevadas, oxida-se rapidamente formando um óxido. Na forma pura, o hólmio apresenta um aspecto metálico, prateado e brilhante.

## Aplicações
- Por causa de suas propriedades magnéticas incomuns, o hólmio foi usado para criar o mais forte campo magnético artificial gerado.
- O hólmio absorve nêutrons de fissão nuclear, sendo usado para controlar e moderar as reações nucleares nos reatores nucleares
- Como aditivo em ligas metálicas.
- Seu momento magnético muito elevado é apropriado para a produção de lasers: Ho-YIG (cristal de ítrio e ferro) e Ho-YLF (fluoreto de ítrio e lantânio) usados em medicina e odontologia.
- O óxido de hólmio, uma substância de cor amarela, foi preparado por O. Homberg e é utilizado para colorir vidros.

## História
O hólmio (de "Holmia", forma latinizada de "Stockholm" , Estocolmo, capital da Suécia) foi descoberto pelos químicos suíços Marc Delafontaine e Jacques Louis Soret em 1878, quando observaram uma banda de absorção no espectro de um elemento até então desconhecido, que denominaram de elemento X. Mais tarde, em 1879, o químico sueco Per Teodor Cleve, independentemente, descobriu o elemento quando trabalhava com a terra "érbia" ( óxido de érbio ).
Usando o método desenvolvido por Carl Gustaf Mosander, Cleve removeu primeiramente todos os contaminantes da érbia. O resultado desse esforço foi o surgimento de dois materiais novos, um marrom e um verde. Nomeou de "hólmia" a substância marrom (em homenagem a cidade natal de Cleve, Estocolmo) e o verde de "thúlia". Mais tarde, foi verificado que a hólmia era, na realidade, o óxido de hólmio, e a thúlia o óxido de túlio.
Em 1911, O. Homberg obteve a hólmia (óxido de hólmio) com grau de pureza considerado satisfatório.
Em 1934, W. Klemm e H. Bommer obtiveram o hólmio metálico reduzindo o cloreto de hólmio anidro com vapor de potássio. O elemento tem sido isolado, também, através da redução de seus cloretos ou fluoretos anidro com cálcio metálico.

## Ocorrência
Como as demais terras raras, o hólmio não é encontrado na natureza como elemento livre. Ocorre combinado com outros elementos nos minerais gadolinita, monazita e em outros minerais terras raras. É extraído comercialmente por troca iônica da areia monazítica (0,05% de hólmio), porém ainda é difícil de separá-lo de outras terras raras.
Sua abundância na crosta terrestre é estimada em 1,3 miligramas por quilograma.

## Isótopos
Um único isótopo estável é conhecido, Ho-165, com abundância natural de 100%. Todos os demais, de Ho-161 a Ho-167 são radioisótopos sintéticos.

## Precauções
O elemento, como as demais terras raras, parece apresentar um grau de toxicidade baixo. O hólmio não apresenta nenhum papel biológico conhecido nos humanos, porém, parece poder estimular o metabolismo.